# Duché de Saxe (1485-1547)
Ne doit pas être confondu avec Duché de Saxe (1547-1572).
1485–1547
Entités précédentes :
- Électorat de Saxe

Entités suivantes :
- Électorat de Saxe

Le duché de Saxe (en allemand : Herzogtum Sachsen) est un ancien État, créé en 1485 dans le Saint-Empire romain germanique, à la suite du partage des possessions de la maison de Wettin entre les frères Ernest et Albert de Saxe : l'aîné, Ernest, reçoit le duché de Saxe-Wittemberg incluant la dignité électorale et la majeure partie du landgraviat de Thuringe ; son frère obtient l'ancienne marche de Misnie. 
Les villes les plus importantes du duché albertin, réparti sur deux régions situées au nord-ouest et au sud-est de l'électorat de Saxe, sont Meissen, Dresde et Leipzig. Albert établit sa résidence au château de Dresde.
Pendant la guerre de Smalkalde, le duc Maurice de Saxe, petit-fils d'Albert, choisit le camp catholique de l'empereur Charles Quint, alors que l'électeur Jean-Frédéric Ier est un des principaux membre de la ligue de Smalkalde, formée par les princes et les villes libres soutenant la Réforme. Après la victoire de Charles Quint à Mühlberg, le 24 avril 1547, et la signature de la capitulation de Wittemberg, Maurice reçoit en récompense la plus grande partie des territoires ernestins ainsi que la fonction électorale. 
Le duché disparaît en 1547 lorsque la branche albertine des Wettin prend possession de l'électorat de Saxe. Un nouveau duché ernestin de Saxe apparaît alors, formé des territoires de Thuringe restant à la branche aînée.

## Territoire

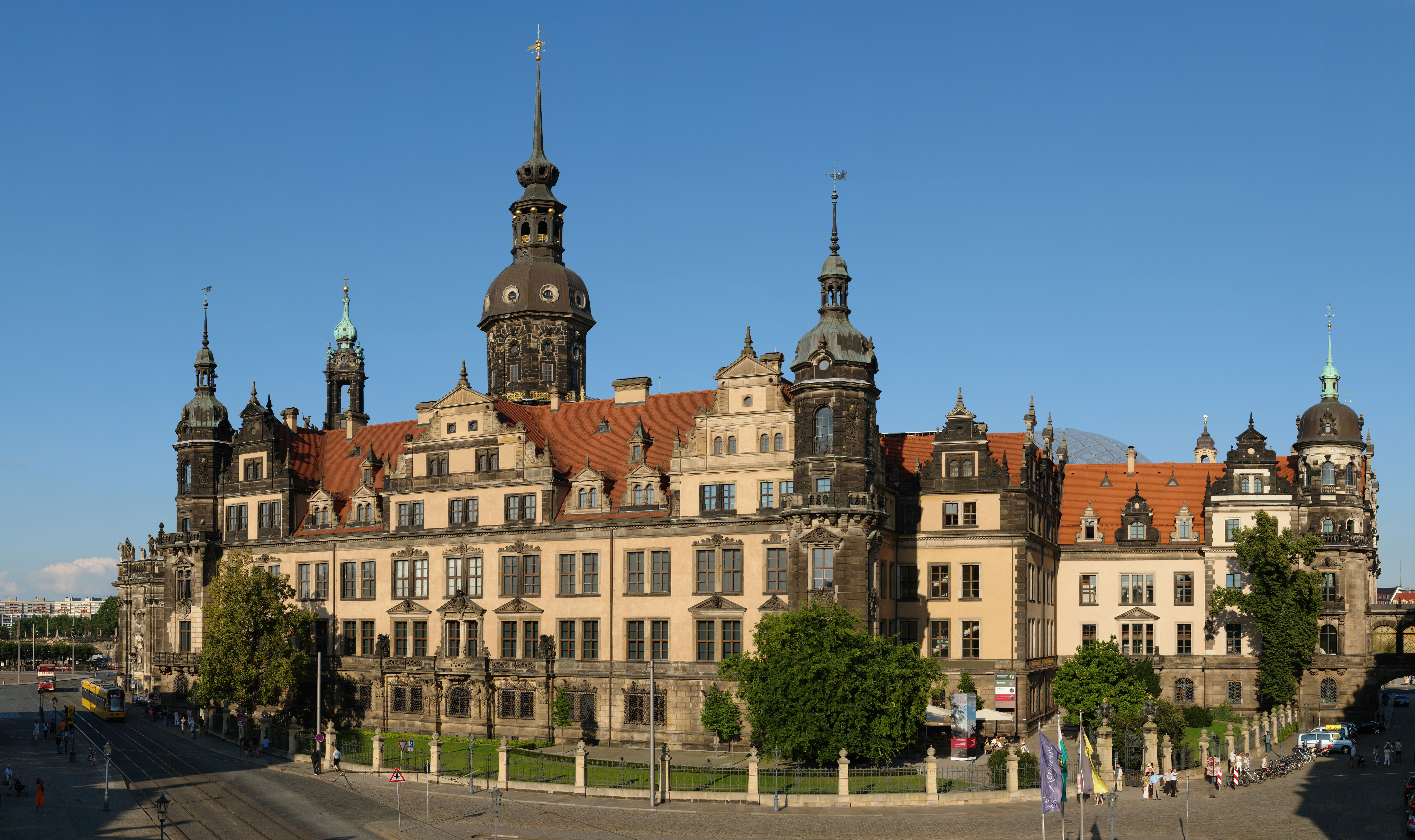
Château de la Résidence de Dresde.

La partie nord-ouest se trouve dans l'Osterland autour de la ville de Leipzig et dans le nord de la Thuringe s'étendant de Weißenfels jusqu'à Sangerhausen et à Langensalza. 
La partie sud-est se trouve sur le cours supérieur de l'Elbe et sur les pentes nord des monts Métallifères. Les villes les plus importantes sont ici Meissen, Freiberg, Chemnitz, Annaberg, Pirna et la capitale Dresde. 
En 1512, lorsque l'empereur Maximilien Ier crée l'institution des cercles impériaux, le duché de Saxe fait partie du cercle de Haute-Saxe. 

## Histoire

### Division de la Saxe
En 1465, les frères Ernest et Albert de Saxe succèdent à leur père pour l'électorat de Saxe. Lorsque leur oncle Guillaume meurt en 1482 et que la Thuringe est ajoutée à l'électorat, Ernest décide de diviser la Saxe entre lui et son frère. En tant que frère aîné, Ernst obtient les zones autour de Wittemberg et la dignité électorale. Albert choisi sa part dans les régions restantes, ce qui créé le nouveau duché albertin de Saxe. 
Albert créé son propre conseil et publie de nouvelles règles juridiques pour son nouveau duché. Un conseil d'États distincte est également organisée, qui divise le pays non seulement entre les dirigeants, mais aussi sur le plan administratif. La gestion des seigneuries de la Lusace, du duché de Sagan et les revenus de l'exploitation minière du Schneeberg restent communs. 
Pendant longtemps, il y a un désaccord sur la division des différents domaines et droits. Les États doivent arbitrer entre les deux frères sur le tracé exact de la frontière en 1486. La division provoqué une rivalité entre les deux lignes qui persiste jusqu'à la fin du XVIe siècle. 

### Albert, l'empereur et les Frisons

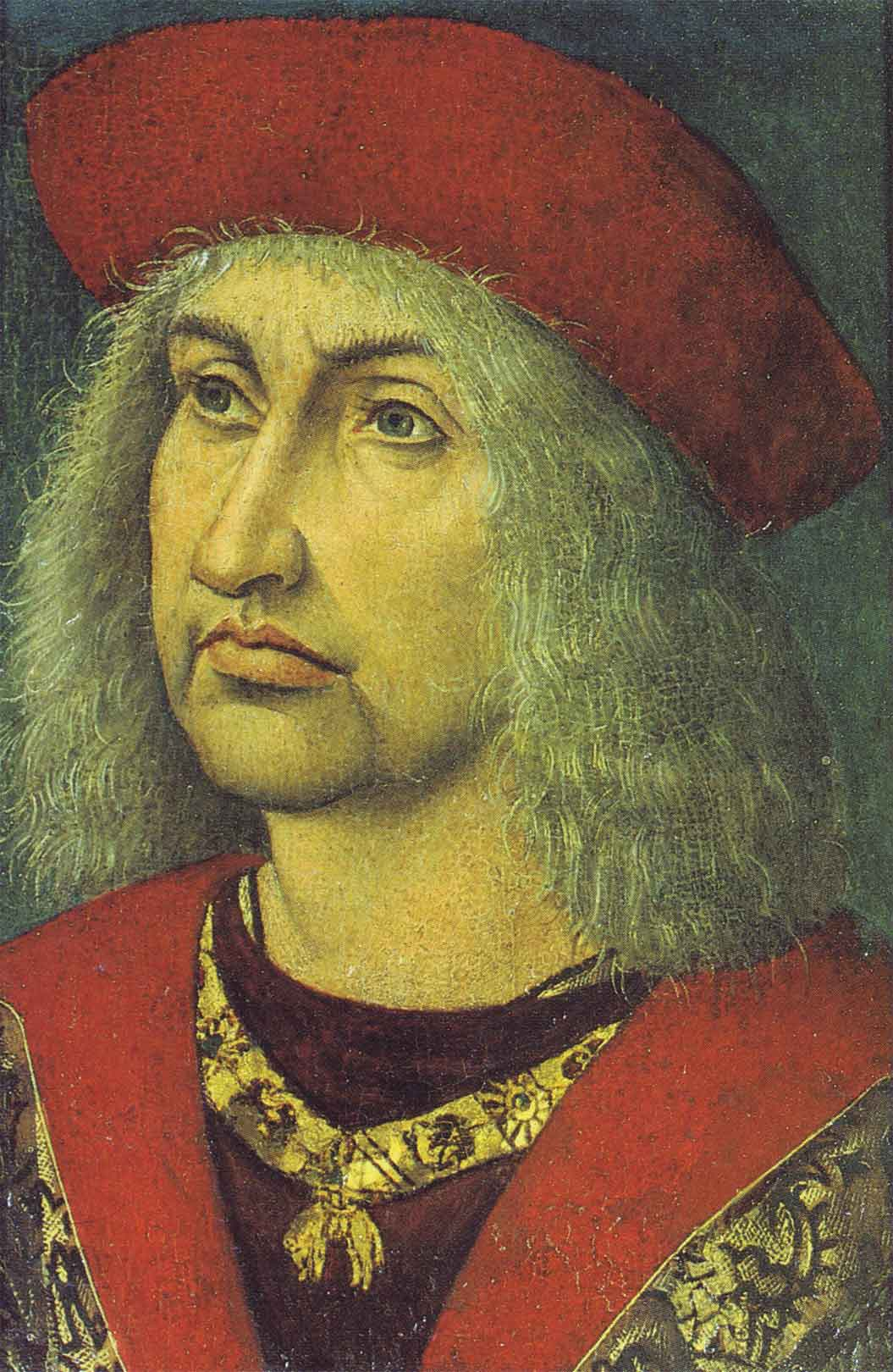
Albrecht, duc de Saxe et gouverneur de la Frise.

Le duc Albert, contrairement à son cousin électeur Frédéric le Sage, reste très fidèle aux empereurs Habsbourg du Saint-Empire romain germanique. Il lutte contre le roi hongrois Mathias Corvin et aide l'empereur Maximilien à réprimer le soulèvement flamand. Pour payer ses conquêtes, Albert utilisé les revenus des mines d'argent saxons. En guise de remerciement pour son soutien, Albert est honoré de divers titres, dont celui de commandant suprême de l'armée nationale et de chevalier de l'Ordre de la Toison d'or. 
Au cours de ses campagnes aux Pays-Bas, Albert cherche une zone que pourrait hériter son deuxième fils, afin que ses deux fils obtiennent leurs propres zones libres de royaume. Après qu'Albert est sollicité par les Schieringers pour aider contre les Vetkopers, Albert a la chance de conquérir la Frise, déchirée par la lutte du parti. L'empereur Maximilien confirme la conquête d'Albert en le nommant en 1498 « gouverneur héréditaire » de la Frise. Albert établi un conseil d'administration en Frise. Il divise le pays en districts, nomme des gouverneurs, lève des impôts et introduit le droit romain . 
En 1499, Albert retourne en Saxe, où il rédige son testament. En cela, il introduit la primogéniture, mais le duc au pouvoir doit soutenir ses frères en leur donnant les revenus et les droits dans certaines parties du pays. Pendant qu'Albert est en Saxe, les Frisons se rebellent contre son deuxième fils Henri. Albert repart pour la Frise et réussi à réprimer la rébellion, mais il est décède peu de temps après lors d'une campagne dans la Frise orientale . 

### Soulèvement et construction
Après la mort de son père, Henri refuse de prendre le contrôle de la Frise, de sorte que le fils aîné d'Albert, Georges, doit gouverner à la fois la Saxe et la Frise. George élargi l'administration centrale de la Frise, essayant notamment d'introduire le système de prêt. Un certain nombre de chefs frisons refusent de l'accepter et se révoltent à nouveau contre l'autorité saxonne. En même temps, la Frise coûte au duché de Saxe plus d'argent qu'elle n'en rapporte, ce qui signifie qu'entre 1500 et 1515, George négocie avec diverses parties pour vendre la région. Enfin la Frise est achetée en 1515 par Charles de Bourgogne pour 200 000 florins. 

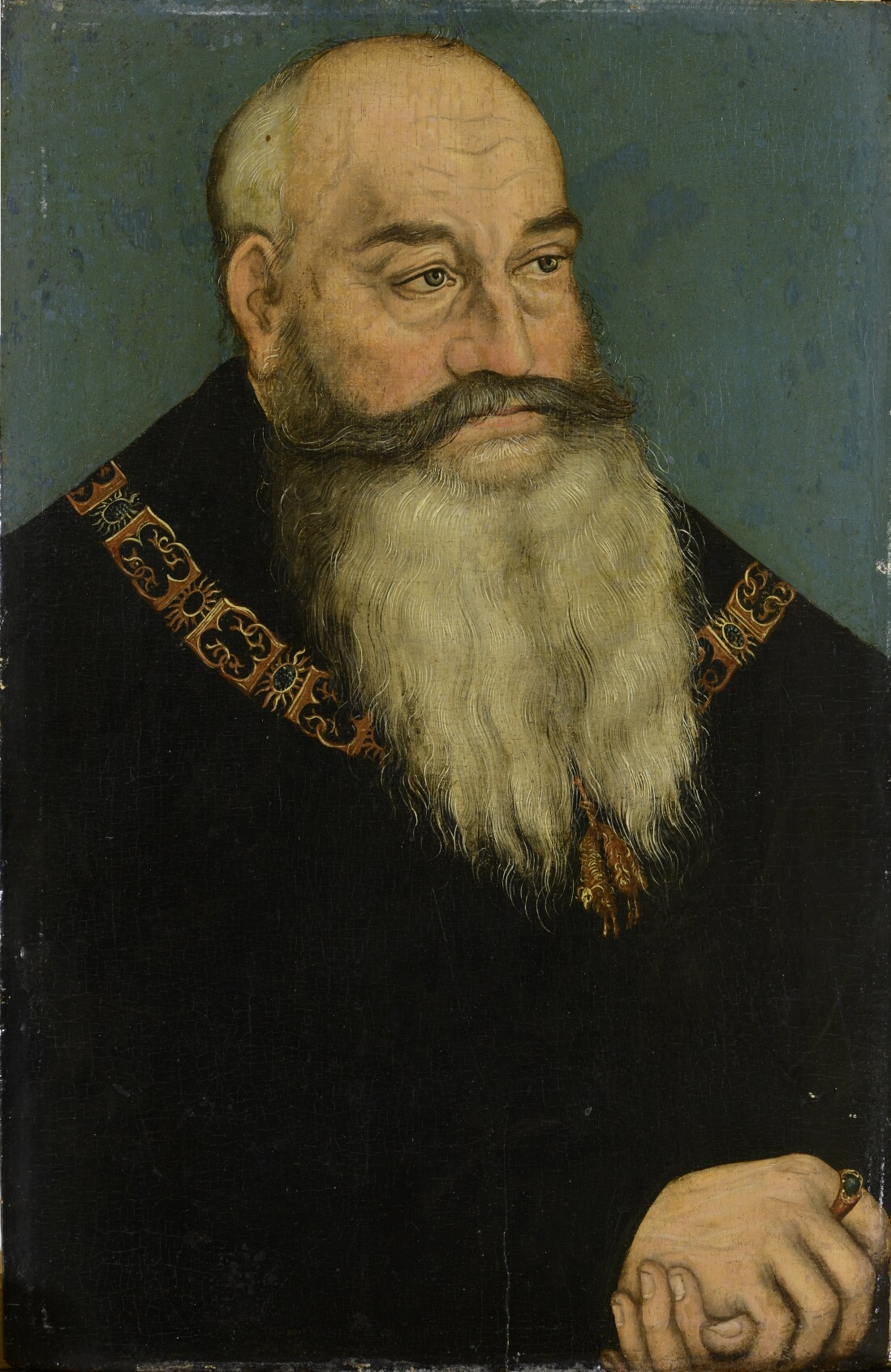
Georges de Saxe, portrait de Lucas Cranach l'Ancien.

Non seulement en Frise, mais aussi en Saxe, Georges améliore la gouvernance et l'économie, gouvernant autant que possible en consultant les États. Les dettes que le duché a accumulées par l'administration de la Frise sont réglées en stimulant le commerce et l'exploitation minière. Sur l'insistance du duc, Leipzig obtient les droits d'étape de l'empereur et est devenue la ville la plus importante du centre du Saint-Empire. L'épanouissement de l'exploitation minière dans les monts Métallifères attire des immigrants, transformant Marienberg et Annaberg en villes. Malgré les investissements, il faut attendre les années 1530 pour que le duché rembourse ses dettes souveraines et même pour prêter de l'argent. 

### Le duc face à la Réforme protestante
Alors que, sous l'influence du réformateur Martin Luther et de son mécène Frédéric le Sage, l'électorat de Saxe devient le centre de la réforme, Georges reste fidèle à l'Église catholique romaine. Le duc s'accorde sur certains points avec le mouvement réformateur: il s'oppose au commerce de l'indulgence et fait vérifier lui-même si les moines et les nonnes du duché respectent les règles du système monastique. Mais lorsque Luther ridiculise la canonisation de Bennon de Meissen, pour laquelle Georges s'engage par écrit, le réformateur et le duc entrent en conflit. À partir de 1522, Georges interdit la réforme et fait arrêter des sympathisants de Luther. 
Lorsque la guerre des Paysans allemands éclate et se propage au centre du Saint-Empire, le duc catholique travaille avec l'électeur et le landgrave luthérien de Hesse pour réprimer le soulèvement. Georges est l'un des chefs de l'armée impériale qui a vaincu les paysans lors de la bataille de Frankenhausen. En réponse au soulèvement, dans lequel les paysans ont invoqué la foi luthérienne, les princes catholiques fondent la ligue de Dessau contre les insurgés et les protestants. Bien que l'alliance a peu d'influence, c'est la raison pour laquelle les princes protestants fondent leur propre alliance. En 1531, la ligue de Smalkalde est créée sous la direction de l'électeur de Saxe, dont le frère de Georges, Henri, est également devenu membre. Henri introduit la foi luthérienne dans ses propres domaines, qui relèvent officiellement du duché. 
Pour préserver le duché dans le catholicisme, Georges essaye d'empêcher Henri de lui succéder en tant que duc. Après la mort de son fils aîné en 1537, Georges, le deuxième fils, devient son héritier. George détermine qu'après sa mort, un conseil des États doit gouverner le duché. Lorsqu'il subit également la mort de son deuxième fils, il change son testament et détermine que Ferdinand de Habsbourg, le frère de l'empereur Charles Quint, héritier du duché. Avant de pouvoir apposer sa signature, Georges lui-même meurt, faisant d'Henri le nouveau duc de Saxe en 1539.

### Le «Judas de Misnie»
La première chose qu'Henri réalise quand il est devient duc est d'introduire la réforme, sans demander la permission aux États. Les possessions des évêques de Misnie et de Naumbourg-Zeitz au sein du duché sont sécularisées et les monastères sont abolis. Une délégation des États décide de la façon dont les biens et les terres de l'église sont divisés. Les membres des États se divisent les biens ecclésiastiques entre eux, de sorte que le gouvernement central ne fait pas beaucoup de gain financier par la réforme. 

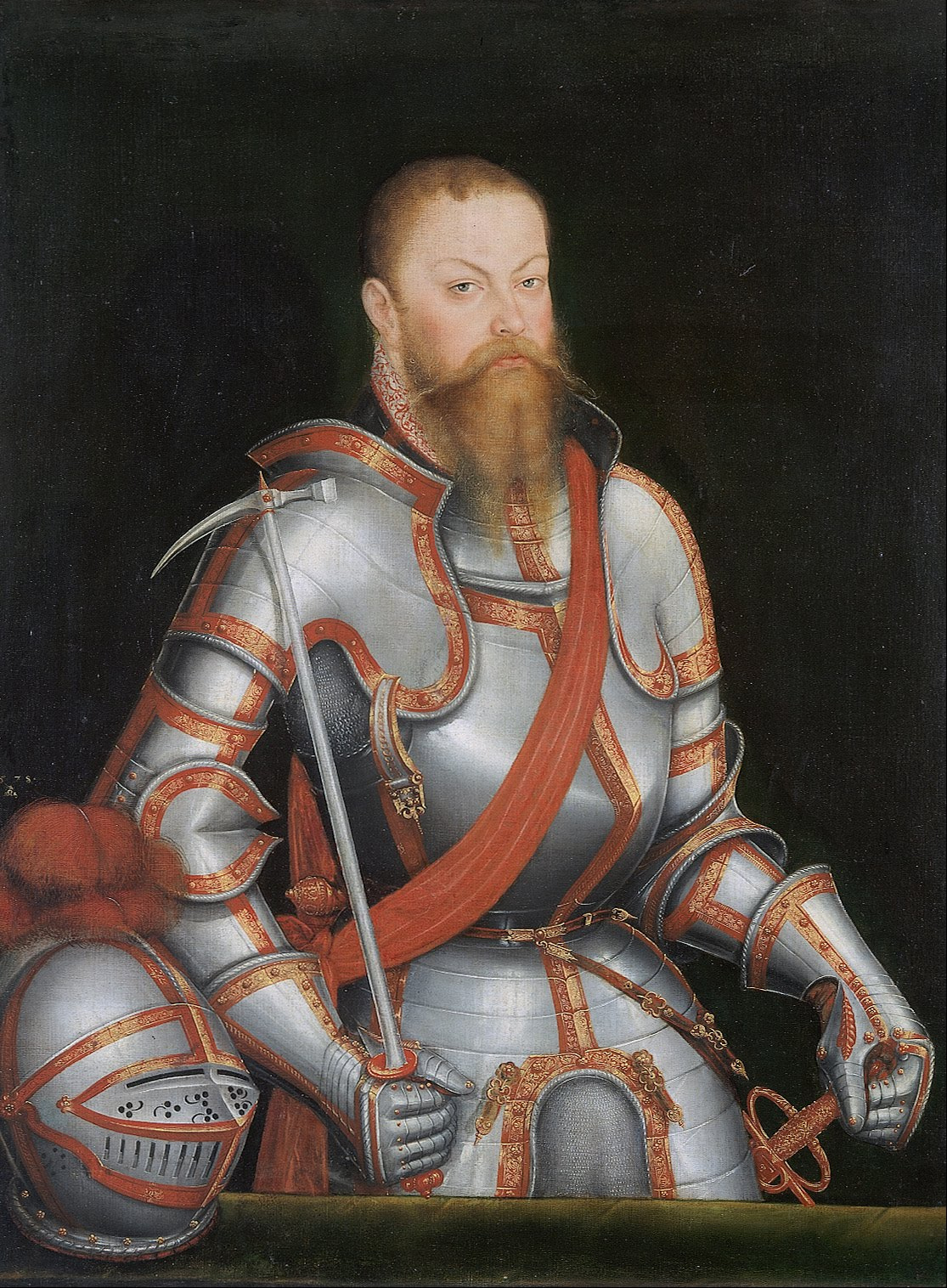
Maurice de Saxe, le Judas de Misni, en armure. Portrait de 1578 par Lucas Cranach le Jeune.

Après une période de deux ans de gouvernement, Henri transmet le pouvoir à son fils Maurice. Maurice augmente les impôts et les revenus de l'exploitation minière, afin de pouvoir mener une politique étrangère ambitieuse. En 1542, il entre en conflit avec l'électeur Jean-Frédéric au sujet des impôts que la principauté épiscopale de Misnie doit payer à l'Empire pour combattre les Turcs ottomans. En fin de compte, la guerre est empêchée par la médiation de Luther et du landgrave de Hesse, mais Maurice et Jean-Frédéric restent des opposants. 

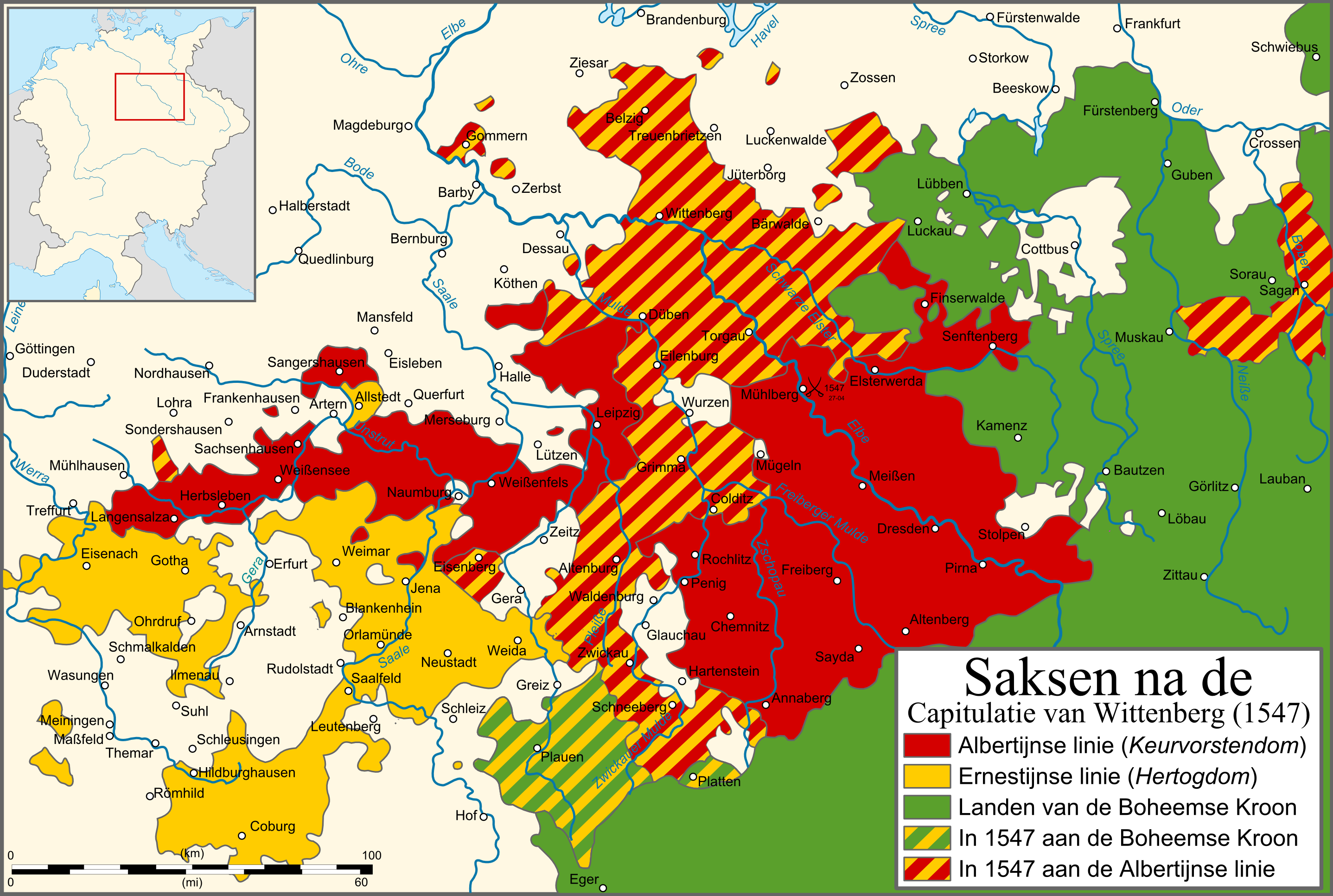
La Saxe après la capitulation de Wittemberg en 1547. La zone conquise par Maurice sur le territoire d'Ernest est représentée en bandes rouge-jaune.

À partir de 1545, l'empereur Charles Quint commence les préparatifs d'une guerre contre la ligue de Smalkalde. L'empereur tente de renforcer sa position dans l'Empire et de vaincre ses adversaires politique. L'électeur Jean-Frédéric et landgrave Philippe de Hesse sont mis au ban. L'empereur ordonne à Maurice d'exécuter l'interdiction. En échange, il promet tous les territoires et titres de Jean-Frédéric. Le duc Maurice devient l'un des alliés les plus importants de Charles pendant la guerre. La ligue de Smalkalde se sent trahie par lui, lui donnant le surnom de Judas de Misnie. 
Pendant que l'électeur et l'empereur font campagne le long du Danube, Maurice conquiert rapidement l'électorat, à l'exception des villes de Wittemberg et Gotha. Lorsque Jean-Frédéric apprend cela, il part avec son armée vers le nord, où il reprend ses terres et fait le siège de Leipzig. L'électeur ne réussit pas à prendre la ville, après quoi il est entré davantage dans le duché et conquiert la région minière dans les monts Métallifères. Entre-temps, Charles V a vaincu ses ennemis dans le sud, et avec son armée, il est allé au nord pour soulager le duché. Après une campagne le long de l'Elbe, la ligue est défaite à Muehlberg. Jean-Frédéric doit se rendre et est contraint de signer la capitulation de Wittemberg. Comme promis, Maurice est élevé au rang d'électeur et, à l'exception de la Thuringe, il s'est emparé des territoires de Jean-Frédéric. L'acte devient officiel lors du Reichstag d'Augsbourg en 1548 . L'électorat albertain ainsi créé est le plus grand état du Saint-Empire romain germanique après les territoires des Habsbourg.

## Économie

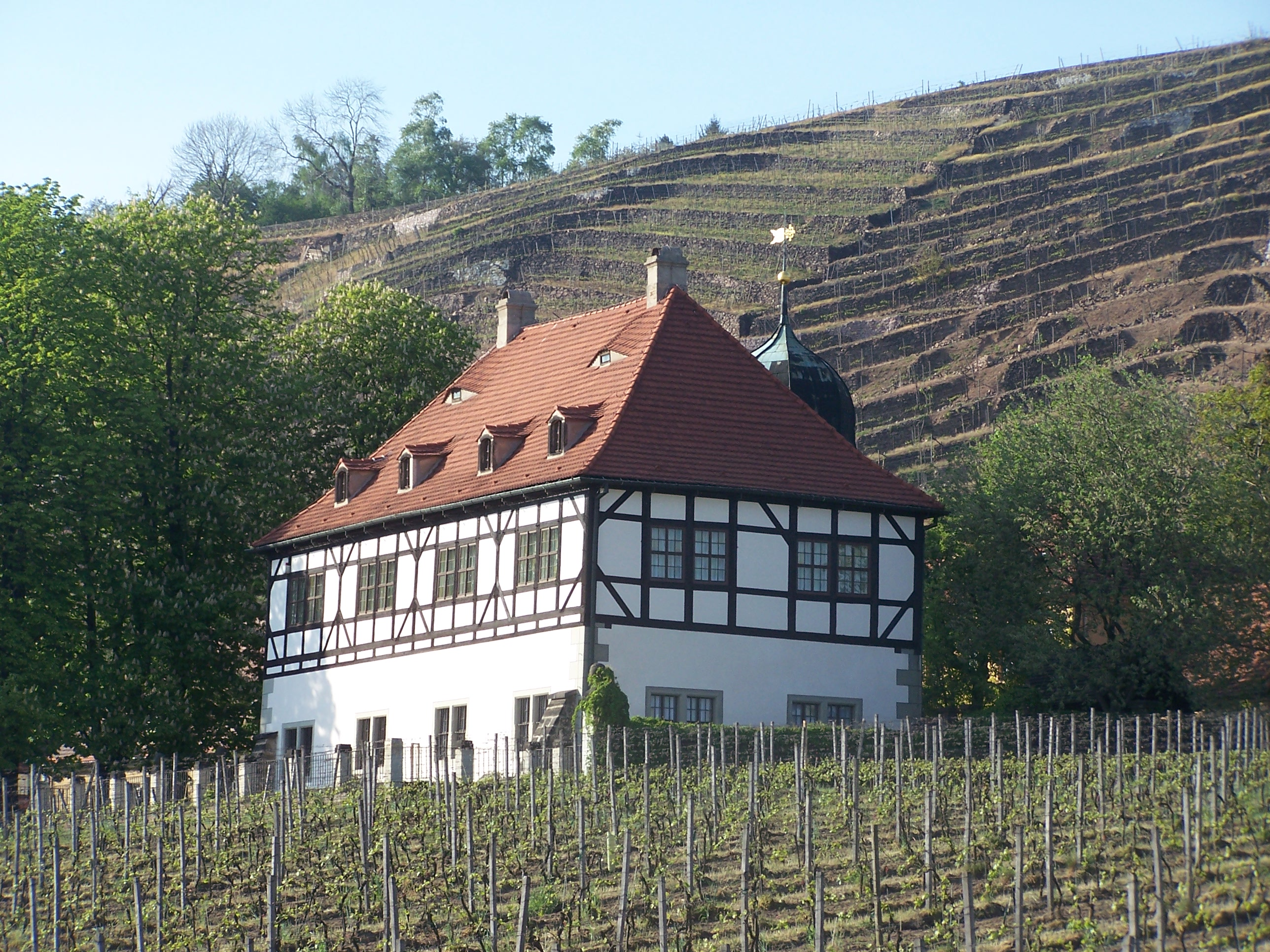
Champs de vigne dans la commune de Radebeul.

### L'agriculture
En Saxe, l'agriculture est le secteur économique le plus important du XVIe siècle, comme dans le reste de l'Europe. La majeure partie des récoltes est destinée à l'usage propre de la population rurale ou est vendue aux habitants des villes. La base de la nourriture quotidienne est constituée de céréales, en particulier d'épeautre. Dans le même temps, l'agriculture soutient la croissance de l'exploitation minière dans les monts Métallifères. Les deux tiers de la nourriture dans les villes minières sont produits dans les terres basses au sud de Leipzig. La Saxe n'exporte pas de céréales, contrairement aux régions du nord à l'est de l'Elbe. Le vin, dont les raisins sont cultivés sur les rives de l'Elbe - la région viticole de Saxe - est un produit d'exportation important. La bière saxonne, quant à elle, est brassée principalement pour un usage régional. La production de bière et de vin est imposée par le duc et, avec l'exploitation minière, est la principale source de revenus du gouvernement. 
L'élevage ovin est important à la fois pour l'agriculture et pour l'industrie textile. Le fumier des moutons est nécessaire pour fertiliser les champs, tandis que la laine est utilisée pour produire des tissus. Environ un million de moutons sont élevés en Saxe, ce qui fait de la région un important producteur de laine. L'industrie du textile et du papier à Leipzig bénéficie également de la culture à grande échelle du lin cultivé : le papier et le lin sont fabriqués à partir de fibres de lin cultivé. Dans la partie du duché en Thuringe, la culture de guède est importante afin d'en extraire un colorant bleu. 

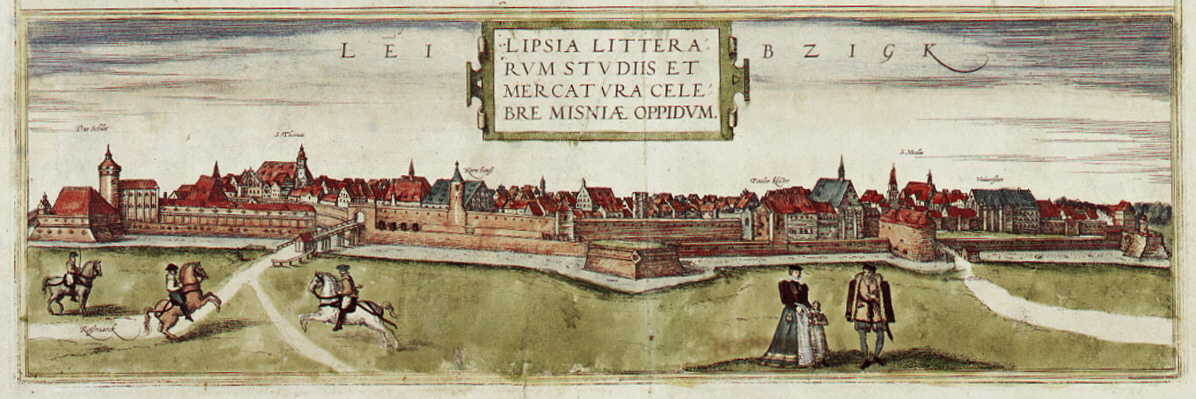
Leipzig, la plus grande ville du duché et le centre commercial le plus important de la région vers 1570. Par Georg Braun et Frans Hogenberg dans le Civitates Orbis Terrarum.

### Commerce et industrie
Le commerce et l'industrie de la Saxe sont concentrés à Leipzig, la plus grande ville de l'état. La ville est idéalement située sur la route entre le nord et le sud du Saint-Empire et entre la Hesse et la Rhénanie et les régions plus orientales comme la Pologne. À la fin du XVe siècle, Leipzig doit rivaliser avec Erfurt et Magdebourg. Le duc Georges encourage délibérément la croissance de la ville en déplaçant l'empereur pour accorder d'importants privilèges, y compris des droits d'étape, à Leipzig. Le privilège d'étape de Leipzig à partir de 1507 interdit à d'autres villes dans un rayon de 15 milles de maintenir un marché d'étape. Erfurt et Magdebourg sont dans cette limite et sont éliminés en tant que concurrents. 
L'industrie de Leipzig et du reste de la Saxe est principalement constituée de textile et de papier. Ces industries sont alimentées par l'agriculture arable et l'élevage de moutons dans la campagne environnante. Avec l'essor de l'industrie du papier et la présence d'une université, Leipzig devient un centre d'impression. 

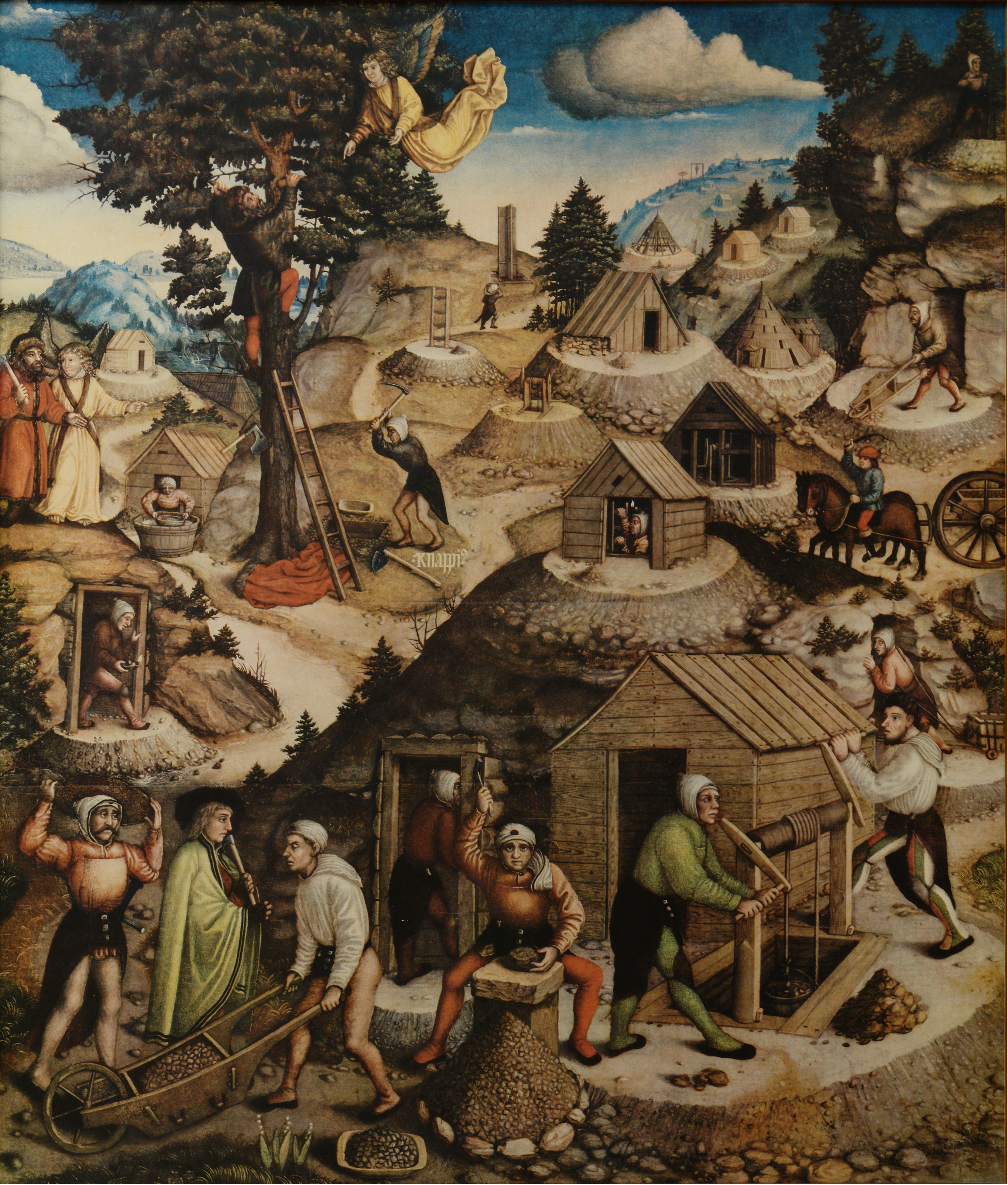
Exploitation minière dans les monts Métallifères. Panneau principal d'un retable du XVIe siècle à Annaberg-Buchholz.

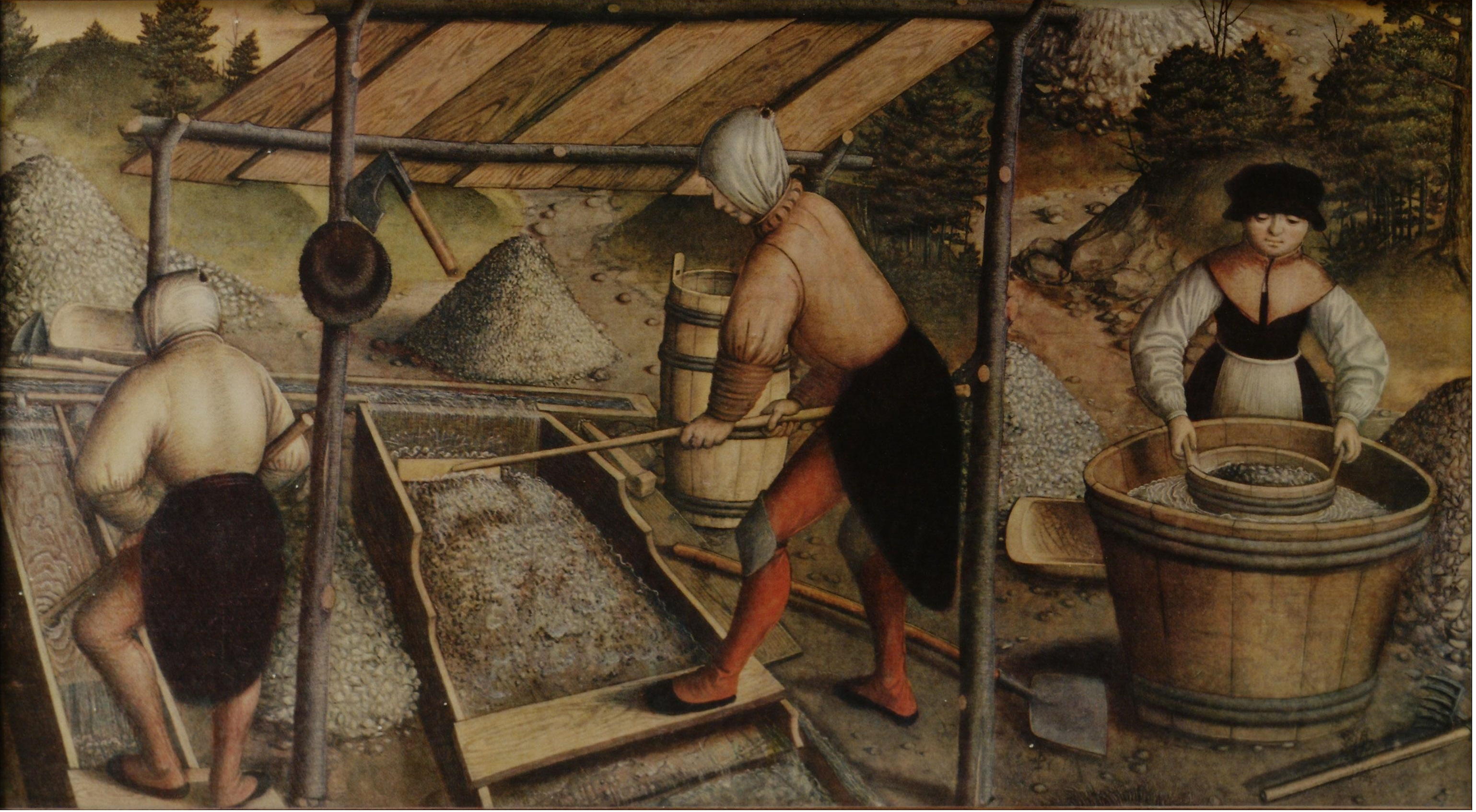
Tri du minerai. Panneau inférieur d'un retable du XVIe siècle.

### Exploitation minière
La richesse relative du duché de Saxe par rapport aux autres états du Saint-Empire provient de l'exploitation des réserves de minerai dans les monts Métallifères. Dans les mines, l'argent, le cuivre, le plomb, le zinc et l'étain sont principalement extraits. Le bismuth et le cobalt, métaux rares utilisés dans les alliages, sont trouvés dans une moindre mesure. Le charbon est extrait à petite échelle, mais les principaux combustibles pour l'industrie métallurgique restent le bois et le charbon de bois. 
À la division de Saxe en 1485, l'exploitation minière est concentrée autour de Schneeberg. Les revenus de ces mines sont partagés par l'électeur et le duc de Saxe. En 1492, une nouvelle veine d'argent est trouvée dans le Schreckenberg. Cette découverte conduit à une fièvre d'argent qui conduit à l'arrivée de grands groupes d'immigrants au duché. Annaberg devient une ville de 12 000 habitants, surpassant la ville de Leipzig et devenant la plus grande ville du duché. La croissance de l'exploitation minière est possible grâce aux investissements des marchands de Leipzig et Chemnitz, mais aussi des villes en dehors du duché, dont Nuremberg et Venise. 
Les innovations techniques rendent les mines plus rentables qu'à la fin du XVe siècle. Avec des moulins alimentés par des animaux, il est possible de creuser jusqu'à environ 250 mètres de profondeur. Afin de pouvoir aller plus en profondeur, les moulins à eau sont de plus en plus utilisés, de sorte que des gisements de minerai plus profonds peuvent également être atteints. Pour séparer l'argent du plomb, la coupellation est utilisée, une technique connue depuis l'Antiquité. La découverte de la liquidation permet également de séparer l'argent et le plomb des métaux tels que le cuivre, rendant l'extraction de minerais impurs de plus en plus rentable. 
Les droits miniers ducaux représentent environ les deux tiers des revenus du gouvernement. En créant ce que l'on appelle les bergämter, le gouvernement gagne en contrôle sur la zone minière. Un représentant du duc, le Berghauptmann, est nommé dans chaque bergämt pour superviser l'exploitation minière avec des fonctionnaires spécialisés. Les ducs peuvent avoir leurs propres pièces frappées par la production d'argent. Les pièces saxonnes sont de bonne qualité et soutient ainsi la monnaie dans le Saint-Empire. 
Vers le milieu du XVIe siècle, les revenus de l'exploitation minière commencent à diminuer. Non seulement à cause de l'épuisement des gisements de minerai, mais principalement à cause de l'importation d'or et d'argent du Nouveau Monde. De nombreux mineurs sont passés de l'extraction de l'argent à l'extraction de l'étain, qui augmente en conséquence fortement. Le nombre d'habitants dans les villes minières diminue fortement : en 1600, Annaberg ne compte plus que 2 000 habitants. 

## Société
Avec le clergé, la noblesse est exonérée de la plupart des impôts. Parce que les nobles sont exonérés des taxes sur le vin et la bière, ils ont une position économique forte vis-à-vis des villes. Les nobles peuvent forcer leurs domestiques à ne boire que de la bière dans des auberges qu'ils gèrent eux-mêmes, de sorte que les auberges des villes perdent des revenus et doivent payer toutes les taxes. La noblesse rurale créé également diverses industries, comme les usines de tissage, qui rivalisent avec les industries des villes. Les villes tentent de persuader le duc d'agir, mais le duc ne fait rien pour protéger les villes. 
Les agriculteurs sont protégés par le duc. Le duc fait en sorte que les agriculteurs ne sont pas punis s'ils intentent un procès contre les nobles propriétaires terriens. Les colonies offertes par la cour ducale sont généralement avantageuses pour les agriculteurs. Si le noble ne respecte pas la décision, le duc fait confisquer ses biens. En conséquence, le duc renforce sa position dans le pays et les agriculteurs saxons sont épargnés des excès de l'expansion du pouvoir noble. 

## Administration
L'administration du duché est entre les mains du duc et de son conseil de cour. L'exécutif, le législatif et le judiciaire relèvent du duc. La jurisprudence est mise en œuvre par l'Oberhofgericht de Leipzig, bien que le duc puisse toujours être invoqué. Au niveau local, le duc nomme un bailli pour exécuter la politique ducale dans le bailliage. Dans la mise en place de l'administration, le duc dépend davantage des États de Saxe. Ceux-ci se composent de trois groupes: les nobles, les prélats et les villes. Les États sont convoqués par le duc, généralement à Leipzig, où ils autorisent à lever des impôts supplémentaires ou à fournir un soutien financier direct au duc et à son gouvernement. Le duc a également souvent des lois confirmées par les États pour leur donner une légitimité supplémentaire, bien que des lois non approuvées par les États soient également valables. 

### Développements administratifs
Sous le duc Albert, les finances de la cour et de l'état sont encore séparées. Par Georges est entré en vigueur une ordonnance en 1502, qui réforme non seulement la cour, mais aussi le gouvernement national. L'ordonnance établit en même temps que le conseil de la cour est composé du maréchal, du chancelier et d'un chambellan qui sont impliqués dans toutes les affaires politiques nationales et étrangères. Le conseil de la cour peut être élargi avec d'autres membres du conseil comme souhaité. Le tribunal est dirigé par le maréchal. 
Le duc Georges réforme également l'administration au niveau local. La nouvelle position de Schösser est créée pour prendre en main la gestion financière d'un bailliage. Le bailli continue à exercer les autres fonctions de gestion. Pour faciliter l'administration, Georges créé les arrondissements en 1513 comme une nouvelle couche administrative entre le bailliage et le gouvernement central. 

## Division administrative
Le duché de Saxe est divisé en 32 bailliages. Traditionnellement, le duché est composé de parties du margraviat de Misnie et du landgraviat de Thuringe. Cependant, administrativement, cette classification n'a plus de sens. 
Le margraviat de Misnie se compose des bailliages suivants : Annaberg, Augustusburg, Delitzsch, Dippoldiswalde, Dresde, Frankenberg, Frauenstein, Freiberg, Grilleburg, Großenhain, Hohnstein, Lauterstein, Leipzig, Lohmen, Meissen, Mühlberg, Nossen, Oschatz, Pegau, Pirna, Radeberg, Rauenstein, Rochlitz, Rochsburg, Sachsenburg et Wolkenstein. 
Le landgraviat de Thuringe se compose des bailliages suivants : Eckartsberga, Langensalza, Weißenfels et Weißensee. 

## Ducs de Saxe (1485-1547)
| Règne       | Nom                                | Portrait | Autres titres | Notes |
| ----------- | ---------------------------------- | -------- | ------------- | --- |
| 1485 - 1500 | Albert « l'Intrépide » (1443-1500) |          | Duc de Sagan  | Fils cadet de l'électeur Frédéric II de Saxe, duc de Saxe-Wittemberg et margrave de Misnie, ainsi que landgrave de Thuringe. Marié en 1459 à Sidonie de Bohême (1449–1510), fille de Georges de Poděbrady, roi de Bohême. |
| 1500 - 1539 | Georges « le Barbu » (1471-1539)   |          | Duc de Sagan  | Fils aîné du précédent. Marié en 1496 à Barbara Jagellon, fille de Casimir IV, grand-duc de Lituanie et roi de Pologne.                                                                                                   |
| 1539 – 1541 | Henri « le Pieux » (1473–1541)     |          | Duc de Sagan  | Frère cadet du précédent. Introduit la Réforme protestante dans les pays albertins. Marié en 1512 à Catherine, fille de Magnus II, duc de Mecklembourg.                                                                   |
| 1541 – 1547 | Maurice (1521–1553)                |          | Duc de Sagan  | Fils du précédent. Reçoit l'électorat de Saxe en 1547. |